# Slalom Consulting
Slalom, Inc. er en amerikansk erhvervs- og teknologikonsulentvirksomhed med hovedkvarter i Seattle, Washington. De har 12.000 ansatte på 45 markeder og 16 centre.. Slalom's årsomsætning er på over 2 mia. USD.